# 独鲁万市
塔克洛班市（瓦瑞文：Bungto han Tacloban；他加禄文：Lungsod ng Tacloban），菲律宾闽南语（咱人话）又译作独鲁万市，是菲律宾中东部的一座港口城市，莱特省的省会暨自治市，位於该省东北部，西北距馬尼拉580公里。
塔克洛班市是東米沙鄢大區的對外交通樞紐，1944年10月20日至1945年2月27日期間甚至短暫地成為菲律賓首都。截至2015年，全市人口達242,089人，為東米沙鄢人口最多的城市 。
2013年11月8日，塔克洛班市受到颱風“海燕”的襲擊，造成嚴重的经济損失和人員傷亡。